# Джордж Аллен
Джордж Фелікс Аллен (англ. George Felix Allen; нар. 8 березня 1952, Віттіер, Каліфорнія) — американський політик, був членом Палати представників Вірджинії (1983–1991), Палати представників США (1991–1993), губернатором Вірджинії (1993–1997), сенатором від штату Вірджинія (2001–2007). Член Республіканської партії.